# Acide titanique
Un acide titanique est un composé chimique de formule générale [TiOx(OH)4−2x]n. On en connaît plusieurs, notamment :
- l'acide métatitanique H2TiO3[2] ;
- l'acide orthotitanique H4TiO4[3], décrit comme une poudre blanche TiO2·2,16H2O[4] ;
- l'acide peroxotitanique Ti(OH)3O2H a été décrit comme résultant du traitement du dioxyde de titane TiO2 dans l'acide sulfurique H2SO4 avec du peroxyde d'hydrogène H2O2, le solide jaune obtenu se décomposant ensuite avec libération d'oxygène O2[5] ;
- l'acide pertitanique [TiO(H2O2)]2+[6].

La littérature ancienne en décrit quelques uns, supportés par peu d'éléments cristallographiques ou spectroscopiques. Certaines publications du XIXe siècle considèrent le dioxyde de titane TiO2 comme un acide titanique.